# Eiko Kadono
Eiko Kadono (角野 栄子, Kadono Eiko) (nascida Eiko Watanabe (渡辺英子); Tóquio, 1 de janeiro de 1935) é uma autora japonesa de literatura infantil, livros ilustrados, não-ficção e ensaios nos períodos Shōwa e Heisei do Japão. Seu trabalho mais famoso, Majo no Takkyubin, lançado em 1985, foi adaptado para um filme em anime por Hayao Miyazaki, e gerou uma série de livros subsequentes. Em 2018, ela ganhou o Prêmio Hans Christian Andersen.

## Biografia
Kadono nasceu em Tóquio, Japão. Quando criança, durante a Segunda Guerra Mundial, ela foi evacuada para o Norte do Japão. Ela frequentou a Universidade Nihon Fukushi na Província de Aichi, seguido por um diploma em literatura inglesa pela Universidade de Waseda. Após a formatura, em 1960, com 25 anos, ela emigrou para o Brasil, onde viveu por dois anos. Ela escreveu uma história de não-ficção chamada Brasil e Meu Amigo Luizinho (Ruijinnyo shonen, Burajiru o tazunete), com base em sua experiência nessa época, sobre um menino brasileiro que adora dançar samba.  Brasil foi lançado em 1970.
Ela publicou cerca de duzentas obras, principalmente livros para crianças, incluindo livros de imagens e livros em prosa para crianças mais velhas, bem como coleções de ensaios. Seu primeiro livro infantil Ôdorabô Bula Bula shi (O Ladrão Bla-Bla), foi publicado em 1981. Em 1985, publicou a novela infantil Majo no Takkyubin (魔女の宅急便), sobre uma jovem bruxa em treinamento que inicia um serviço de entrega na cidade litorânea de Koriko. O livro recebeu vários prêmios, incluindo o Prêmio Noma de Literatura Infantil, o Prêmio de Cultura de Publicação para Crianças Shogakukan e a Lista de Honra do IBBY. Foi adaptado para o cinema por Hayao Miyazaki em 1989 e se tornou um de seus filmes mais populares. O livro também foi adaptado para um filme live-action em 2014, dirigido por Takashi Shimizu. Ela escreveu cinco sequências para Kiki.

## Obras
Serviço de entregas da Kiki
- Serviço de entregas da Kiki (1985)
- Majo no Takkyūbin 2: Kiki to Atarashii Mahō (魔女の宅急便その2 キキと新しい魔法, Witch's Express Home Delivery 2: Kiki and Her New Magic) (魔女の宅急便その2 キキと新しい魔法, Witch's Express Home Delivery 2: Kiki and Her New Magic?) (1993)
- Majo no Takkyūbin 3: Kiki to mō Hitori no Majo (魔女の宅急便その3 キキともうひとりの魔女, Witch's Express Home Delivery 3: Kiki and the Other Witch) (魔女の宅急便その3 キキともうひとりの魔女, Witch's Express Home Delivery 3: Kiki and the Other Witch?) (2000)
- Majo no Takkyūbin 4: Kiki no Koi (魔女の宅急便その4 キキの恋, Witch's Express Home Delivery 4: Kiki's Love) (魔女の宅急便その4 キキの恋, Witch's Express Home Delivery 4: Kiki's Love?) (2004)
- Majo no Takkyūbin 5: Mahō no Tomarigi (魔女の宅急便その5 魔法の止まり木, Witch's Express Home Delivery 5: Perch of Magic) (魔女の宅急便その5 魔法の止まり木, Witch's Express Home Delivery 5: Perch of Magic?) (2007)
- Majo no Takkyūbin 6: Sorezore no Tabidachi (魔女の宅急便その6 それぞれの旅立ち, Witch's Express Home Delivery 6: Each and Every Departure) (魔女の宅急便その6 それぞれの旅立ち, Witch's Express Home Delivery 6: Each and Every Departure?) (2009)

Outros trabalhos
- Aku Ingin Makan Spageti (1979)
- Grandpa's Soup (1989), com a illustradora Satomi Ichikawa[8]
- Sarada De Genki (2005)

## Prémios
Kadono ganhou o  Prêmio Hans Christian Andersen de 2018 para escritores. Os juízes descreveram sua obra como tendo "um encanto, compaixão e élan inefáveis" e elogiaram suas personagens femininas inspiradoras.